# ألبرت ديفيس تايلور
ألبرت ديفيس تايلور (بالإنجليزية: Albert Davis Taylor)‏ هو مهندس المناظر الطبيعية أمريكي، ولد في 1883، وتوفي في 1951.